# TVB Radio
TVB Radio是myTV SUPER一個頻道，頻道節目主要以重播經典劇集主題曲、經典歌曲，播放近期流行歌曲和劇集主題曲，頻道採用先進自動播放技術，以電腦播放音樂24小時循環播放歌曲，沒有DJ，於2016年6月27日啟播，24小時廣播；並已於2022年4月11日上午6時起停播。